# Neimi Lagerstrøm
Neimi Serafia Lagerstrøm, född  4 september 1897 i Sverige, död 11 november 1974 i Oslo, var en norsk kvinnosakskvinna, fackföreningskvinna, politiker och en av grundarna till Norsk Folkehjelp.

## Liv och verk
Lagerstrøm föddes 1897 i Sverige men växte upp i Norge. Hon var dotter till smeden Sven Oskar Lagerström och Maria Lagerström, som kom från Sverige till Kristiania i slutet av 1800-talet. Hon var ett av sju barn och växte upp på Vålerenga i Kristiania.
1904 började hon på skolan i Vålerenga, där hon gick fram till 1908. Därefter började hon arbeta inom klädindustrin och närde även ett politiskt engagemang. Hon fungerade senare även som sekreterare och kassör i Konfektionsarbetarnas Förening. Hon var politiskt aktiv från ung ålder och brann särskilt för kvinnors rättigheter. Då hon satt i förbundsstyrelsen i Norsk Bekledningsarbeiderforbund verkade hon bland annat för att upphäva yrkesförbudet för gifta kvinnor, vilket slutgiltigt helt hävdes 1938. Lagerstrøm var även medlem av Arbeiderpartiet och var en av 13 utvalda kandidater som ställde upp till val som stortingledamot 1936.
I 1939 blev hon en av de första kvinnliga ledamöterna i LO:s sekretariat, och samma år var hon även med i arbetsutskottet i Den norska hjälpkommittén för Spanien, som grundade organisationen Norsk Folkehjelp.